# Йоро (департамент)
Йоро (на испански: Yoro) е един от 18-те департамента на централноамериканската държава Хондурас. Населението му е 587 375 жители (приб. оц. 2015 г.), а общата му площ e 7939 км².

## Общини
Департаментът се състои от 11 общини, някои от тях са:
1. Аренал
2. Виктория
3. Ел Негрито
4. Ел Прогресо
5. Йорито
6. Йоро
7. Морасан
8. Оланчито
9. Санта Рита